# Gołkowo (Latkowa)
Gołkowo – przysiółek wsi Latkowa w Polsce, położony w województwie dolnośląskim, w powiecie milickim, w gminie Milicz.
W latach 1975–1998 przysiółek należał administracyjnie do województwa wrocławskiego.